# Alexandr Tyžnych
Alexandr Vladimirovič Tyžnych (rusky Александр Владимирович Тыжных, * 26. května 1958 v Čeljabinsku, SSSR) je bývalý ruský hokejový brankář.

## Reprezentace
S reprezentací do 19 let získal zlatou medaili na mistrovství Evropy juniorů 1976. S výběrem do 20 let se stal dvakrát mistrem světa v této věkové kategorii – v letech 1977 (zařazen do All star týmu) a 1978 (zařazen do All star týmu a vyhlášen nejlepším brankářem).
Byl nominován do národního týmu jako třetí brankář za Vladislavem Treťjakem a Vladimirem Myškinem na Kanadský pohár 1981, který Sověti vyhráli. Do branky se ale poprvé postavil až 21. ledna 1984 ve Frankfurtu nad Mohanem při přátelském utkání proti Západnímu Německu (12:4) Vzhledem k Treťjakově ukončení kariéry byl v létě 1984 zařazen do týmu pro Kanadský pohár 1984. Odchytal přípravné utkání v Göteborgu proti Švédsku (7:3) a na samotném turnaji v základní skupině zápasy proti Západnímu Německu (8:1) a Kanadě (6:3), jinak byl pouze Myškinovým náhradníkem. Sovětský svaz prohrál v semifinále. Tyžnych už další starty v reprezentaci ke zmíněným čtyřem nepřidal.
Statistika na velkých turnajích
| Rok  | Tým     | Událost | Z | Min. | IG | Pr.  | %    | ČK |
| ---- | ------- | ------- | - | ---- | -- | ---- | ---- | -- |
| 1977 | SSSR 20 | MSJ     | 6 | 340  | 15 | 2.65 |      | 1  |
| 1978 | SSSR 20 | MSJ     | 6 | 310  | 13 | 2.52 |      | 1  |
| 1981 | SSSR    | KP      | 0 | 0    | 0  | 0.00 | 0.0  | 0  |
| 1984 | SSSR    | KP      | 2 | 120  | 4  | 2.00 | 85.2 | 0  |

## Klubová kariéra
Odchovanec klubu Traktor Čeljabinsk v roce 1976 přestoupil do HC CSKA Moskva, kde působil 12 let, většinou jako náhradní brankář. V každé sezoně CSKA vyhrálo ligový titul v sovětské lize. Většinu ročníku 1986/87 hostoval ve druholigovém SKA MVO Kalinin (5. místo). V ročníku 1988/89 chytal druhou ligu za Salavat Julajev Ufa (3. místo).
Od roku 1989 mohli sovětští hokejisté zamířit do zahraničí. Tyžnych podepsal v září smlouvu s klubem NHL Edmonton Oilers. Ihned po tréninkovém táboře se ale vydal na farmu do AHL, kde se stal součástí mužstva Cape Breton Oilers. V sezoně 1989/90 odchytal 24 utkání, v následující čtyři. Poté ukončil kariéru.